# Io sono vivo e voi siete morti. Philip Dick, 1928-1982: una biografia
Io sono vivo e voi siete morti. Philip Dick 1928-1982: una biografia (Je suis vivant et vous êtes morts) è una biografia di Philip K. Dick, pubblicata da Emmanuel Carrère nel 1993.

## Storia editoriale
L'autore ha dichiarato di aver deciso di scrivere una biografia su suggerimento del suo agente come mezzo per superare il blocco creativo che lo aveva afflitto dopo la pubblicazione dei primi romanzi.
Ha citato come fonte per la maggior parte delle informazioni utilizzate Divine invasioni. La vita di Philip K. Dick di Lawrence Sutin e The search for Philip K. Dick (all'epoca inedito) di Anne R. Dick, la vedova dello scrittore.
La frase del titolo è tratta da Ubik, romanzo del 1969.

## Contenuto
L'opera è stata definita dall'autore come una nonfiction novel, in quanto si struttura come una biografia vera e propria ma si espande oltre i limiti consueti del genere. Oltre a concentrarsi sui diversi libri di Dick e offrirne analisi dettagliate accompagnate da riflessioni critiche, Carrère cerca di entrare nell'intimità del suo protagonista come fosse il personaggio di un romanzo. Sono quindi riportati i ragionamenti che, verosimilmente, hanno portato lo scrittore a prendere determinate decisioni piuttosto che altre, così come reazioni, sentimenti e pensieri che in effetti risultano non verificabili. L'opera si muove in equilibrio tra il lavoro letterario e l'esistenza dell'autore, vedendo le due dimensioni come compenetrate: per comprendere la prima è necessaria la seconda e viceversa. 

## Edizioni italiane
Io sono vivo e voi siete morti. Philip Dick 1928-1982: una biografia, traduzione di Stefania Papetti, Edizioni Theoria, Sant'Arcangelo di Romagna 1995.
Io sono vivo e voi siete morti. Un viaggio nella mente di Philip K. Dick, traduzione di Eva Raguzzoni, Hobby & Work Publishing, Bresso 2006.
Io sono vivo, voi siete morti, traduzione di Federica e Lorenza di Lella, Adelphi, Milano 2016.